# Maira tomentosa
Maira tomentosa är en tvåvingeart som beskrevs av Wulp 1872. Maira tomentosa ingår i släktet Maira och familjen rovflugor. Inga underarter finns listade i Catalogue of Life.